# Cataract Covered Bridge
Die Cataract Covered Bridge ist eine gedeckte Holzbrücke im Owen County, Indiana. Sie überspannt den Mill Creek im Jennings Township oberhalb der Cataract Falls.
Notwendig wurde die Brücke, nachdem ein Hochwasser im August 1875 eine Vorgängerbrücke zerstörte. Die Cataract Covered Bridge wurde von der Smith Bridge Company aus Toledo errichtet. Sie ist etwa 140 ft (42,7 Meter) lang und war über 100 Jahre lang in Verwendung. Seit 1988 benutzen Fahrzeuge eine neue flussaufwärts befindliche Betonbrücke. 2004 erfolgte eine grundlegende Erneuerung.
Im Owen County ist die Cataract Covered Bridge die letzte ihrer Art. In Indiana gibt es noch sechs Brücken mit einem von Robert W. Smith patentierten Holzfachwerk. Die Brücke wurde am 27. April 2005 als Baudenkmal in das National Register of Historic Places aufgenommen.